# 오스카르 데라렌타

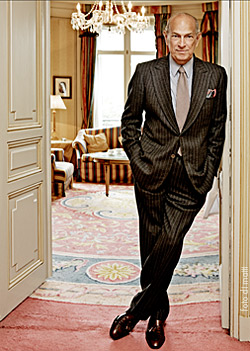
오스카르 데 라 렌타

오스카르 아리스티데스 렌타 피아요(스페인어: Óscar Arístides Renta Fiallo, 1932년 7월 22일 ~ 2014년 10월 20일)는 오스카르 데라렌타(Oscar de la Renta)라는 이름으로 잘 알려진 도미니카 공화국 출신 미국의 패션 디자이너이다.